# 萩田詩乃
萩田 詩乃（はぎた しの、1979年12月11日 - ）は、元山陰中央テレビジョン放送アナウンサー。血液型O型。

## 来歴・人物
広島県府中市出身、元大阪テレビタレントビューロー所属。山陰中央テレビで、アナウンサーとして活動後、岡山県笠岡市にあるケーブルテレビ局笠岡放送でアナウンサーとして活動している。

## 過去の出演番組

### ラジオ
- 大平シロー、中邨雄二の笑たま （ABCラジオ）
- ほっとハート!にちよう柴田塾 （ABCラジオ）

### テレビ
- たかじん胸いっぱい（関西テレビ）
- びびっとびわこ （びわ湖放送）
- 週刊・ヤッホー!（山陰中央テレビ）
- 新・ふるさと夢紀行（山陰中央テレビ）
- えいっとくんのおすすめ番組（山陰中央テレビ）

このほか、ドラリオンのドラアナも務めたこともある。